# Quintanar de la Sierra
Quintanar de la Sierra é um município da Espanha na província de Burgos, comunidade autónoma de Castela e Leão, de área 59,68 km² com população de 2057 habitantes (2007) e densidade populacional de 31,77 hab/km².

## Demografia
| Variação demográfica do município entre 1991 e 2004 | Variação demográfica do município entre 1991 e 2004 | Variação demográfica do município entre 1991 e 2004 | Variação demográfica do município entre 1991 e 2004 |
| --------------------------------------------------- | --------------------------------------------------- | --------------------------------------------------- | --------------------------------------------------- |
| 1991                                                | 1996                                                | 2001                                                | 2004                                                |
| 2482                                                | 2220                                                | 2026                                                | 1896                                                |